# STS-71
是历史上第六十九次航天飞机任务，也是亞特蘭提斯號太空梭的第十四次太空飞行。

## 任务成员
- 罗伯特·吉布森（Robert L. Gibson，曾执行、以及任务），指令长
- 查尔斯·普里克特（Charles J. Precourt，曾执行、以及任务），飞行员
- 埃伦·贝克（Ellen S. Baker，曾执行、以及任务），任务专家
- 波妮·唐巴尔（Bonnie J. Dunbar，曾执行、以及任务），任务专家
- 格里高利·哈巴（Gregory J. Harbaugh，曾执行、以及任务），任务专家

### 发射：和平号19成员
- 阿纳托利·索罗耶夫（Anatoly Solovyev）
- 尼古拉·布达林（Nikolai Budarin）

### 返回：和平号18成员
- 诺曼·萨加德（Norman E. Thagard，曾执行、以及任务）
- 弗拉基米尔·德朱罗夫（Vladimir Dezhurov）
- 杰纳迪·斯特雷卡罗夫（Gennady Strekalov）